# Jan Klusák

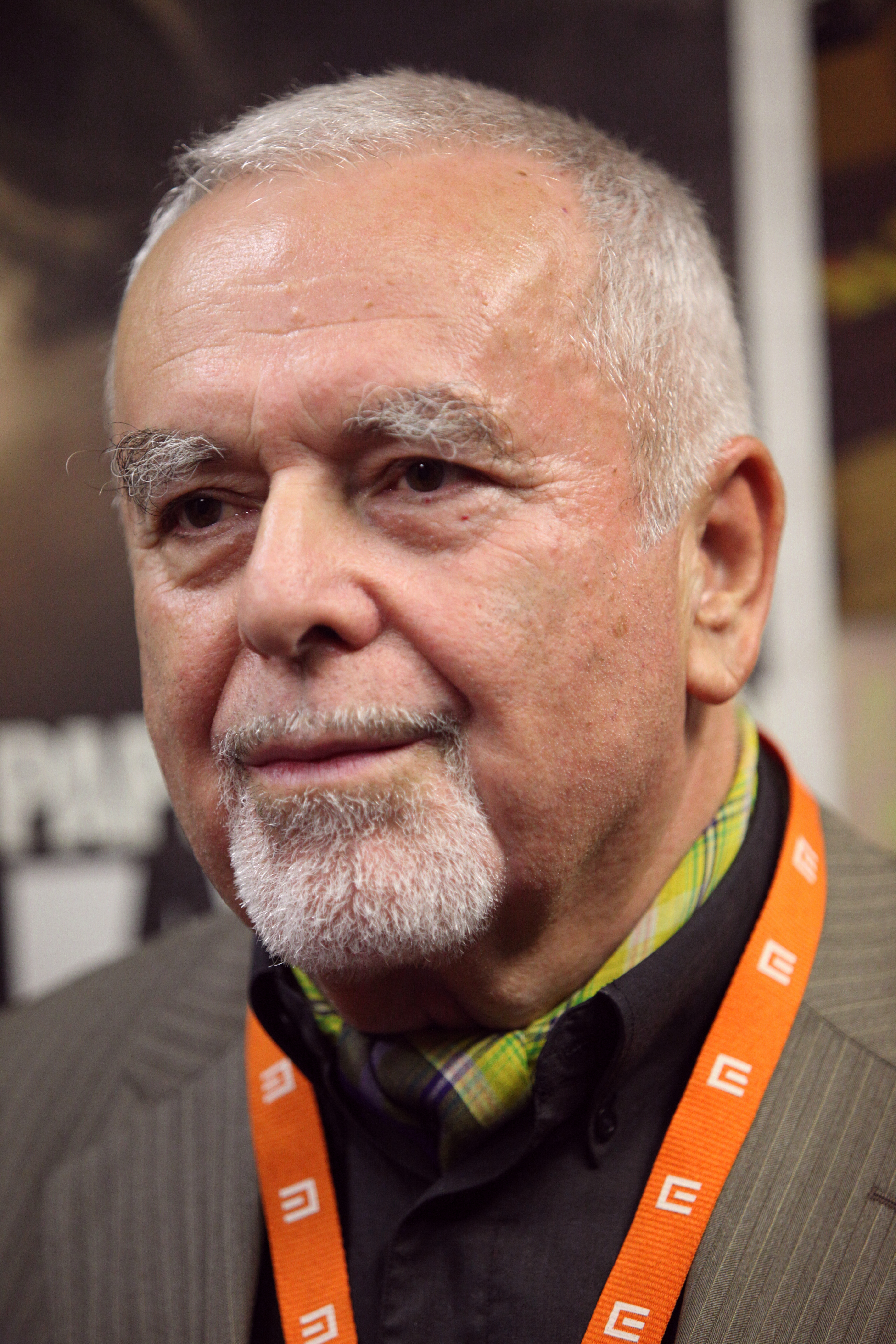
Jan Klusák (2009)

Jan Klusák (* 18. April 1934 in Prag) ist ein tschechischer Komponist, Schauspieler und Schriftsteller.

## Leben
Klusák studierte an der Akademie der musischen Künste bei Jaroslav Řídký und Pavel Bořkovec und lebte seitdem als freier Komponist, Schauspieler und Schriftsteller. Nach 1989 bekleidete er auch verschiedene öffentliche Funktionen im tschechischen Musikleben, unter anderem als Präsident der Musikabteilung der Kunstgesellschaft, Vizepräsident des Tschechischen Musikrates und Mitglied des Komitees des Musikfestivals Prager Frühling. 
Zu seinem umfangreichen Werk gehören Sinfonien, Instrumentalkonzerte, Filmmusiken und andere Orchesterwerke, Kammermusik, Opern, Schauspielmusiken, Ballette, Chorwerke und Lieder. 

## Werke
- Konzert für Fagott und Orchester, 1955
- Vier Madrigale für gemischten Chor, 1956
- 1. Sinfonie, 1956
- Converto grosso, 1957
- 2. Sinfonie, 1959
- 3. Sinfonie, 1960
- Variationen über ein Thema von Gustav Mahler, 1962
- Vierzehn Variationen über ein eigenes Thema, 1965
- Fantaisie lyrique. Hommage an Grieg, 1965
- Der harmonische Grobschmied. Variationen über die Arie von Händel, 1966
- O sacrum convivium!, Motette für elektroakustische Instrumente, 1968
- Der Erfolg eines tschechischen Ingenieurs in Indien, Opernpasticcio, 1973
- Hamburger Doppelinvention, 1974
- Kleine Farbenlehre. Hommage an Goethe, 1975
- Prinzessin Dandelion, Ballett, 1975
- Jonas, Kantate für Kinderchor und Klavier, 1982
- Vor deinen Thron tret ich hiermit Sechs kleine Präludien für Orchester, 1984
- Was ihr wollt, Oper nach William Shakespeare, 1985
- Die Geschichte von Aucassin und Nicolett, Singspiel, 1986
- Der König mit der goldenen Maske, Ballett, 1986
- Hero und Leandros, Ballett, 1988
- Der bösartige Hirsch, Singspiel, 1989
- Tetragrammaton sive Nomina Eius, 1992
- Zprava pro Akademii (Bericht für die Akademie), Kammeroper nach Franz Kafka, 1993–97
- Klavierkonzert, 1994–95
- Dybbuk oder eine wandernde Seele,  Spiel mit Liedern, 1995
- Bertram und Mescalina oder Die bestrafte Treue auch Einsteins verzauberte Violine oder Rübezahls Geschenk, Opernpasticcio, 2002

## Filmografie (Auswahl)
- 1964: Der Schrei (Křik)
- 1965: Das Blockhaus (Srub)
- 1964: Mut für den Alltag (Každý den odvahu)
- 1965: Perlen auf dem Meeresgrund (Perličky na dně)
- 1968: Kleiner Sommerblues (Malé letní blues)
- 1968: Liebesgewitter (Láska jako trám)
- 1970: Valerie – Eine Woche voller Wunder (Valerie a týden divu)
- 1978–1981: Das Krankenhaus am Rande der Stadt (Nemocnice na kraji mesta)
- 1980: Jagd auf die Katze (Hon na kocku)
- 1981: Der schüchterne Draufgänger (Mateji, proc te holky nechtejí?)
- 1983: Tücken des Gesprächs (Moznosti dialogu)
- 1993: Der Graf von Monte Christo (Monte Cristo), Musik zu dem Stummfilm von Henri Fescourt von 1928
- 1994: Erotik (Erotikon), Musik zu dem Stummfilm von Gustav Machatý von 1929[1]